# Brigitte Deydier
Brigitte Deydier (12 de noviembre de 1958) es una deportista francesa que compitió en judo. Ganó cuatro medallas en el Campeonato Mundial de Judo entre los años 1982 y 1987, y seis medallas en el Campeonato Europeo de Judo entre los años 1979 y 1988.

## Palmarés internacional
| Campeonato Mundial | Campeonato Mundial        | Campeonato Mundial | Campeonato Mundial |
| Año                | Lugar                     | Medalla            | Categoría          |
| ------------------ | ------------------------- | ------------------ | ------------------ |
| 1982               | París (Francia)           | Medalla de oro     | –66 kg             |
| 1984               | Viena (Austria)           | Medalla de oro     | –66 kg             |
| 1986               | Maastricht (Países Bajos) | Medalla de oro     | –66 kg             |
| 1987               | Essen (RFA)               | Medalla de plata   | –66 kg             |
| Campeonato Europeo |                           |                    |                    |
| Año                | Lugar                     | Medalla            | Categoría          |
| 1979               | Kerkrade (Países Bajos)   | Medalla de oro     | –61 kg             |
| 1980               | Údine (Italia)            | Medalla de plata   | –61 kg             |
| 1984               | Pirmasens (RFA)           | Medalla de oro     | –66 kg             |
| 1985               | Landskrona (Suecia)       | Medalla de oro     | –66 kg             |
| 1986               | Londres (Reino Unido)     | Medalla de oro     | –66 kg             |
| 1988               | Pamplona (España)         | Medalla de bronce  | –66 kg             |